# Cándida de San Agustín
Cándida de San Agustín (Valdepeñas, 15 de febrero de 1804-Toledo, 30 de marzo de 1861), o según su nombre secular Cándida Córdova Pozuelo, fue una religiosa y fundadora agustina descalza. Superadas algunas dificultades familiares, ingresó a los veintidós años en el monasterio de las agustinas descalzas de Nuestra Señora de la Consolación o de la Magdalena de Alcalá de Henares (Madrid), concretamente el 15 de mayo de 1826.
Su devoción a San Diego de Alcalá y San Felipe Neri, así como a la imagen del Niño del Consuelo que se venera en el convento de las agustinas de Valdepeñas marcó su vida religiosa.
Fue elegida priora del monasterio alcalaíno, 20 de octubre de 1850 y posteriormente, poco después de su traslado al convento de la Concepción, vulgo Gaitanas, en la ciudad de Toledo (28 de octubre de 1853), ocupó el cargo de superiora. Entre las iniciativas de Madre Cándida se encuentran la fundación en su pueblo natal del Convento de Agustinas Magdalenas de San Diego de Alcalá. Murió en Toledo el 30 de marzo de 1861.

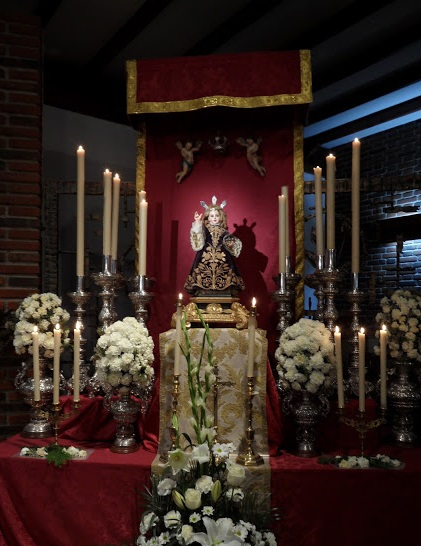
Stmo. Niño del Consuelo

## Biografía
Cándida de San Agustín nació el 15 de febrero de 1804 en la localidad de Valdepeñas. Fue hija de Juan Félix Córdova y de Telesfora Pozuelo. Su casa se ubicaba en el número 6 de la calle que, precisamente por la importancia de la familia, llevaba su apellido: Calle Córdova. Cándida tuvo dos hermanos, Rafael y María Dolores. Desde pequeña tuvo vocación a la vida religiosa.
El 13 de abril de 1820, Cándida queda huérfana y debe hacerse cargo de la casa y de la educación de su hermana María Dolores, de tan solo diez años. A partir de entonces comienza a manifestar, como venía haciendo desde su infancia, su deseo de hacerse religiosa y consagrarse a Dios, pero su padre no acepta tal hecho. Planeaba para ella, debido su posición socioeconómica, así como por su belleza y virtudes, relacionarla con alguno de los jóvenes de las mejores familias de Valdepeñas dispuestos al noviazgo con Cándida.
Tras tres años de espera, el 15 de mayo de 1826 tomaba el hábito en el Convento de Nuestra Señora de la Consolación en Alcalá de Henares, añadiendo al nombre de Cándida el de “San Agustín”. Concretamente, hay constancia de que, el 23 de abril de 1826, Domingo del Río y Murga daba licencia para que tomara el hábito con la obligación de dar seis mil reales de dote y dos mil para gastos de noviciado. Ese año enfermó gravemente y se consideraba administrarle la extremaunción por su estado moribundo, no obstante hechos milagrosos relacionados con la intercesión de san Diego de Alcalá le hicieron recuperar súbitamente la salud según testificaron los médicos.
En 1852, el Ayuntamiento de Valdepeñas, presentó una exposición a la reina, solicitando permiso para fundar en la villa un convento de religiosas Agustinas, que se dedicaran a la vez a la educación de niñas. Para ello deseaban que fuera M. Cándida la que llevara a cabo esta tarea.
Dado lo tenso de la situación que se estaba dando en la comunidad, la salud precaria de Madre Cándida y que la fundación iba poco a poco afianzándose, se creyó más conveniente un traslado al monasterio de Toledo, conocido como “de las Gaitanas”. Traslado que se hizo efectivo el 28 de octubre de 1853. A comienzos de 1854, el arzobispo de Toledo pide a la madre Cándida que comience las obras y empiece a edificar, aunque continúan las estrecheces económicas y las limosnas como única ayuda para la fundación. Cesáreo Humarán, confesor de Madre Cándida, llega a Valdepeñas para impulsar la construcción.
Pasan los meses y el Ayuntamiento de Valdepeñas pide que se concluya la fundación y la madre se instale en Valdepeñas. En 1855 acontece la muerte de la superiora de la Gaitanas y la comunidad elige a la madre Cándida como sucesora. Murió en Toledo el 30 de marzo de 1861.

## Restos
El 4 de marzo de 1861, el Ministerio de Gracia y Justicia pidió al arzobispado de Toledo que resolviese el traslado de la madre Cándida al convento en Valdepeñas. 
El 24 de octubre de 1876, el cadáver de la madre Cándida recibió sepultura en Valdepeñas.